# Amnesia (canción)
«Amnesia» es el cuarto sencillo de la cantante mexicana Anahí, el cual se desprende de su disco Inesperado. El sencillo fue lanzado a la venta el 27 de mayo de 2016. El tema es una balada compuesta por la compositora Claudia Brant y el cantautor argentino Noel Schajris.
El video musical fue filmado en la ciudad de Los Ángeles y producido por Pablo Croce. El 16 de junio se estrenó en su cuenta oficial Vevo.

## Lanzamiento y composición
El 22 de abril de 2016 la cantante subió a su cuenta en Instagram una foto que invitaba a sus fanáticos mexicanos a realizar un video de 30 segundos con su versión creativa del sencillo «Rumba», anunciando que los ganadores recibirían una sorpresa. El 24 de abril de 2016, Anahí anunció los ganadores, los cuales asistieron a una sesión secreta donde les permitió escuchar tres nuevas canciones del álbum. Los fanáticos ayudaron a la cantante a elegir el siguiente sencillo el cual fue «Amnesia». Durante dicha sesión se anunció el lanzamiento del nuevo sencillo para el mes de mayo y el lanzamiento del álbum para junio, acompañado con una gran firma de autógrafos en la Ciudad de México.
El 18 de mayo de 2016, Anahí presentó, durante un Facebook live, la portada del disco y anunció nuevamente el lanzamiento y la grabación del video musical del sencillo. Finalmente el 26 de mayo de 2016 se lanzó a la venta el sencillo.
El mismo fue compuesto por la compositora argentina Claudia Brant y el cantautor argentino Noel Schajris.

## Interpretaciones en vivo
El 14 de julio de 2016 fue interpretada en vivo por primera vez en Premios Juventud 2016.

## Recepción

### Crítica
El sencillo tuvo críticas positivas por parte de la prensa, Adriano Moreno de los 40 Principales España lo considera el mejor tema del álbum y expresó «Amnesia es un medio tiempo escrito por Claudia Brant, Noel Schajris y la mismísima artista, que nos traslada a otra época en la que Anahí brillaba con la formación RBD. Esta pieza bien podría ser la sucesora original de Sálvame…Sin duda, se ha dejado el mejor single para el final y seguro que influye muy positivamente en las ventas de la primera semana del disco».

## Lista de canciones
- Descarga digital

| Amnesia — Single |           |          |  |
| N.º              | Título    | Duración |  |
| 1.               | «Amnesia» | 3:27     |  |

## Video musical

### Desarrollo y lanzamiento
El 18 de mayo de 2016 comenzó la grabación del video musical en Los Ángeles, Estados Unidos. Fue producido por Pablo Croce con quien trabajó en el video de su segundo sencillo «Boom cha». El 15 de junio de 2016 se compartió la entrevista de la cantante para el programa Primer Impacto y se compartió el primer adelanto del video musical. El 16 de junio de 2016 se estrenó el video musical a través de su cuenta oficial en Vevo y a la venta a través de descarga digital. El video musical logró colocarse en el primer puesto en ventas digitales en siete países.

### Sinopsis

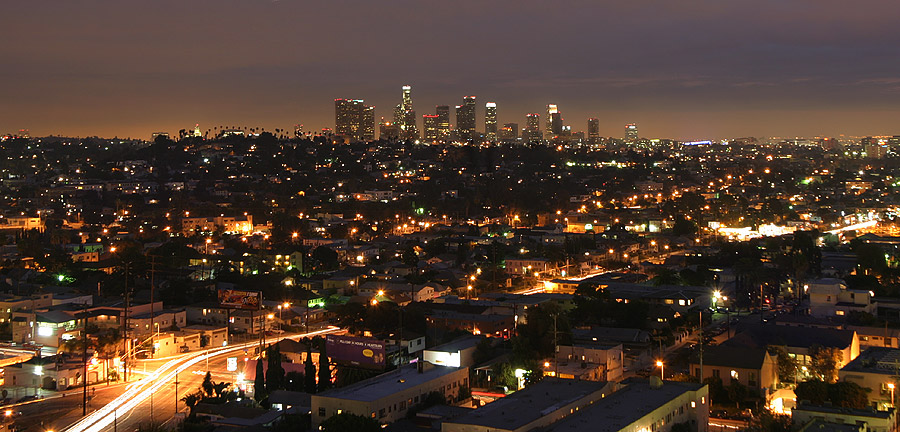
El video musical fue filmado en Los Ángeles, California.

El video musical cuenta con dos escenografías principales, la primera y principal en una especie de galpón abandonado con un piano donde realiza una danza contemporánea utilizando solo calzas y un top color negro. Intercalado con escenas en una habitación llena de espejos mientras interpreta el tema. Finalmente la última locación es en la terraza de un edificio en que interpreta el tema utilizando un crop top color rojo y blanco de mangas largas y donde se puede observar de fondo a la ciudad de Los Ángeles donde fue filmado.

### Recepción
El sitio web Terra comenzó asegurando que «la estrella mexicana presume lo mejor de sus encantos en las escenas de su más reciente videoclip», continuo argumentando que la cantante luce más sexy que nunca en un video musical que impulsa el cuarto sencillo de su álbum y terminó asegurando que «en las escenas, la estrella da vida a una sensual bailarina que canta con mucho sentimiento la balada "corta venas" mientras su abdomen de acero y más atributos seducen a los espectadores». En su sitio web la conductora Laura G comentó que en su más reciente video musical Anahí se ve realizando una «danza contemporánea en un estudio a través del cual se desplaza cantando el sentido tema» y termina reseñando que el tema de desamor compuesto por Claudia Brant y Noel Schajris «se ha colocado en la cima de las listas de popularidad en Latinoamérica».

## Posicionamiento

### Semanales
| País           | Certificador   | Lista                | Mejor posición |
| 2016           | 2016           | 2016                 | 2016           |
| -------------- | -------------- | -------------------- | -------------- |
| México         | Monitor Latino | Top pop tocadas      | 5              |
| México         | Monitor Latino | Top pop audiencia    | 14             |
| México         | Monitor Latino | Top general          | 26             |
| México         | Monitor Latino | Hot song pop general | 3              |
| Estados Unidos | Monitor Latino | Pop actual           | 15             |
| Estados Unidos | Billboard      | Spotify Viral 50     | 18             |
| Estados Unidos | Billboard      | Twitter Top Tracks   | 23             |
| Panamá         | Billboard      | Top 15               | 11             |
| Colombia       | Monitor Latino | Top pop audiencia    | 18             |

### Anuales
| País   | Certificador   | Lista         | Mejor posición |
| 2016   | 2016           | 2016          | 2016           |
| ------ | -------------- | ------------- | -------------- |
| México | Monitor Latino | Top pop anual | 37             |